# Château de Vaux (Miré)
Pour les articles homonymes, voir Château de Vaux.
Le château de Vaux est situé sur le territoire de la commune de Miré à 3,5 km au nord-ouest de Miré, en direction de Bierné dans le département français de Maine-et-Loire en France.

## Historique
Première demeure construite par Jean Bourré entre 1464 et 1468 avant le château de Jarzé et celui du Plessi-Bourré elle est à l'état de ruine au milieu du XXe siècle. Une restauration complète est entreprise de 1988 à 2012 qui reçoit le prix régional des VMF,.
L'édifice est classé au titre des monuments historiques en 1977.